# 216 (عدد)
216 هو عدد صحيح. طبيعي بين 215 و217

## في الرياضيات

### خصائص
- 216 عدد زوجي
- 216 عدد زائد
- 216 عدد مضلعي (16 أضلاع-73 أضلاع-...)